# Грудек (гміна Грибів)
Грудек (пол. Gródek) — село в Польщі, у гміні Грибів Новосондецького повіту Малопольського воєводства.
Населення — 1111 осіб (2011).
У 1975—1998 роках село належало до Новосондецького воєводства.

## Географія
Селом протікає річка Гродкувка.

## Демографія
Демографічна структура станом на 31 березня 2011 року:
|          | Загалом | Допрацездатний вік | Працездатний вік | Постпрацездатний вік |
| -------- | ------- | ------------------ | ---------------- | -------------------- |
| Чоловіки | 568     | 169                | 360              | 39                   |
| Жінки    | 543     | 146                | 294              | 103                  |
| Разом    | 1111    | 315                | 654              | 142                  |